# وچکاب
وچکاب، روستایی از توابع بخش سراب‌باغ شهرستان آبدانان در استان ایلام ایران است.

## جمعیت
این روستا در دهستان چم کبود قرار دارد و براساس سرشماری مرکز آمار ایران در سال ۱۳۸۵، جمعیت آن1234 نفر (300خانوار) بوده‌است.